# Cihan Özkara
Cihan Özkara (Ahlen, 14 luglio 1991) è un calciatore azero, attaccante dell'ASK Ahlen.

## Carriera

### Club
Ha giocato con il Rot-Weiß Ahlen nella seconda e terza serie tedesca, quindi si è trasferito nel campionato turco.

### Nazionale
Debutta nel 2012 con la Nazionale azera.